# Kelsey Grammer
Allen Kelsey Grammer (Santo Tomás, Islas Vírgenes de los Estados Unidos, 21 de febrero de 1955) es un actor, director, guionista y productor de televisión estadounidense. Obtuvo fama por su papel del psiquiatra Dr. Frasier Crane en la comedia de NBC Cheers (1984-1993) y su spin-off Frasier (1993-2004, y nuevamente en 2023). Con más de 20 años en antena, este es uno de los papeles de mayor duración interpretado por un solo actor de acción real en la historia de la televisión.  Ha recibido numerosos elogios, incluido un total de seis premios Emmy, tres premios Globo de Oro, un premio del Screen Actors Guild y un premio Tony. En el año 2000 recibió una estrella en el Paseo de la Fama de Hollywood.
Grammer, que se formó como actor en Juilliard y en el Old Globe Theatre, hizo su debut como actor profesional como Lennox en la reposición de Macbeth en Broadway en 1981. Al año siguiente, interpretó a Cassio actuando junto a Christopher Plummer y James Earl Jones en Otelo. En 1983, actuó junto a Mandy Patinkin en la producción original fuera de Broadway del musical Sunday in the Park with George de Stephen Sondheim. Desde entonces, ha protagonizado papeles principales en producciones de Sweeney Todd: The Demon Barber of Fleet Street y My Fair Lady.
En el cine, es conocido por su papel del Dr. Hank McCoy / Bestia en la película de superhéroes X-Men: The Last Stand (2006). Sus otros papeles incluyen Down Periscope (1996), The Pentagon Wars (1998) y Swing Vote (2008). También es conocido por sus papeles de voz en Anastasia (1997), Toy Story 2 (1999) y como Actor secundario Bob en Los Simpson. Ha aparecido en las comedias 30 Rock, Modern Family y Unbreakable Kimmy Schmidt. Por su papel del alcalde corrupto en la serie política Boss (2011-2012), recibió un Globo de Oro al Mejor Actor - Serie de Televisión Dramática.
En 2010, Grammer regresó a Broadway en la reposición musical de La Cage aux Folles, donde recibió una nominación al premio Tony al Mejor Actor Protagónico en un Musical.  En 2016, Grammer ganó un premio Tony al Mejor Musical como productor de una reposición musical de The Color Purple. En 2019 interpretó a Don Quijote en una producción de El hombre de La Mancha en el London Coliseum. En 2023, The Telegraph describió a Grammer como uno de "los mejores actores" de su generación. 

## Biografía
Allen Kelsey Grammer nació el 21 de febrero de 1955 en Saint Thomas, Islas Vírgenes de EE. UU., de Frank Allen Grammer Jr. (m. 1968),  y Sally Cranmer (1928-2008). Su padre era músico, era dueño de un restaurante llamado Greer's Place, y poseía y editaba la revista Virgin Islands View. Su madre era cantante y actriz. Tenía una hermana menor, Karen, y cuatro medios hermanos del segundo matrimonio de su padre. 
La vida personal de Grammer había estado marcada por muchas tragedias familiares. Tras el divorcio de sus padres, Grammer fue criado en Nueva Jersey por su madre y sus abuelos maternos, Gordon y Evangeline Cranmer. La familia se mudó más tarde a Pompano Beach, Florida, y poco después, cuando Grammer tenía doce años, su abuelo murió de cáncer. En 1968, su padre fue asesinado en St. Thomas por un taxista con enfermedades mentales. En 1975, su hermana fue secuestrada, violada y asesinada en Colorado Springs. En 1980, sus dos medio hermanos adolescentes murieron en un accidente de buceo. 
Grammer asistió a Pine Crest School, una escuela preparatoria privada en Fort Lauderdale, Florida. Fue allí donde comenzó a cantar y actuar en el escenario. Más tarde, Grammer ganó una beca para estudiar teatro en la Escuela Juilliard, donde fue miembro del Grupo 6 de 1973 a 1975. Sin embargo, después del asesinato de su hermana, Grammer no asistió a clases y finalmente fue expulsado.
Según su entrevista con Cayman Compass en 2019, Grammer se describió a sí mismo como "un niño caribeño" que "nació en St. Thomas, Islas Vírgenes Estadounidenses, y he ido y venido mucho, ido mucho a las Bahamas, St. John y las Islas Vírgenes y las BVI." 

## Trayectoria profesional

### 1977-1983: trabajo teatral y primeros papeles
Después de dejar Juilliard, Grammer realizó una pasantía de tres años en el Old Globe Theatre de San Diego a finales de la década de 1970 antes de trabajar en 1980 en el Guthrie Theatre de Minneapolis, Minnesota. Grammer actuó como el ladrón en la producción de Los Ángeles de la obra de George Bernard Shaw Too True to Be Good en 1977. En 1980 protagonizó la producción de A Month in the Country de la Roundabout Theatre Company. Hizo su debut en Broadway en 1981 como "Lennox" en Macbeth, asumiendo el papel principal cuando Philip Anglim se retiró después de recibir críticas negativas. Luego, Grammer interpretó a Michael Cassio en la reposición de Otelo en Broadway en 1982, junto a James Earl Jones y Christopher Plummer. Ese mismo año interpretó a Codename Lazar en la producción del Public Theatre de la obra de David Hare Plenty. En 1983, actuó en la demostración de la producción de Stephen Sondheim y James Lapine Sunday in the Park with George, protagonizada por Mandy Patinkin.

### 1984-1993: Avance conCheers
En 1984, Grammer apareció por primera vez como el Dr. Frasier Crane en la comedia de NBC Cheers. La coprotagonista de Grammer en Broadway y excompañera de clase de Juilliard, Mandy Patinkin, sugirió a Grammer al director de casting de Nueva York. Se suponía que aparecería sólo en seis episodios, pero terminó como miembro regular del elenco. El personaje de Frasier aparece por primera vez en la tercera temporada y continúa apareciendo hasta la última temporada de la serie en mayo de 1993. Frasier Crane también tuvo una aparición cruzada en el episodio de Wings de 1992 "Planes, Trains, & Visiting Cranes".
Grammer ha proporcionado la voz de Sideshow Bob (Actor secundario Bob) en Los Simpson, comenzando en el episodio de 1990 "Krusty Gets Busted". Ganó un quinto premio Emmy por su trabajo en el episodio "The Italian Bob". Bob ha aparecido en veintidós episodios del programa, siendo el más reciente "Treehouse of Horror XXXIV" de 2023.
De abril a junio de 1992 interpretó el papel principal en Richard II, presentada en el Mark Taper Forum del Los Angeles Music Center.

### 1993-2004: estrellato y aclamación conFrasier
En septiembre de 1993, el personaje se convirtió en protagonista del spin-off Frasier. En el programa, Frasier se mudó de Boston a Seattle y trabaja como psiquiatra de radio junto a su productora Roz (Peri Gilpin). Además de protagonizar, Grammer también dirigió más de 30 episodios y cantó el tema de cierre "Tossed Salads and Scrambled Eggs". En 2001, negoció un salario de 700.000 dólares por episodio para Frasier. El programa fue nominado y ganó numerosos premios durante sus 11 años de carrera, que concluyeron en mayo de 2004. El programa obtuvo un éxito instantáneo y recibió cinco premios Primetime Emmy a la mejor serie de comedia. Este récord nunca se ha superado, y Modern Family lo empató. El propio Grammer recibió 10 nominaciones al premio Primetime Emmy por su papel en Frasier, ganando cuatro veces, empatándolo con Carroll O'Connor, Michael J. Fox y Jim Parsons por la mayor cantidad de victorias en el premio Primetime Emmy al mejor actor en una comedia-serie. Su carrera de 20 años interpretando al Dr. Frasier Crane (tanto en Cheers como en Frasier) iguala la duración establecida por James Arness al interpretar al mariscal Matt Dillon en Gunsmoke de 1955 a 1975,  pero fue superado por Richard Belzer al interpretar al Det. John Munch sobre Homicide: Life on the Street y Law & Order: Special Victims Unit desde 1993. Luego, en febrero de 2021, se anunció que Grammer volvería a interpretar al personaje en una reposición que se transmitiría en el servicio de transmisión Paramount+. 
En 1995, Grammer prestó su voz al Dr. Frankenollie en el corto de Mickey Mouse Runaway Brain, y fue nominado al Premio de la Academia al Mejor Cortometraje de Animación. Más tarde protagonizó el papel principal como el teniente comandante Thomas "Tom" Dodge en la película Down Periscope (1996), y prestó su voz a Vladimir "Vlad" Vasilovich en la película animada aclamada por la crítica Anastasia (1997) de 20th Century Fox. En 1999, Grammer prestó su voz al principal antagonista Stinky Pete en Toy Story 2 (1999), de Pixar, ganadora del Globo de Oro. También proporcionó trabajo de voz para varias otras series de televisión animadas y películas directas a video, como Barbie of Swan Lake, Bartok the Magnificent, el personaje principal de la serie animada de corta duración Gary the Rat y el narrador de Mickey's Once. En una Navidad. También prestó su voz al Dr. Ivan Krank en Teacher's Pet de Disney (2004). En 2004, interpretó a Ebenezer Scrooge en la película musical para televisión A Christmas Carol.
La voz de Grammer ha aparecido en muchos comerciales. En 1998, apareció en un comercial de Honey Nut Cheerios, donde da voz al lobo en Caperucita Roja. Desde 2006, Grammer ha proporcionado la voz para los comerciales de televisión que anuncian Hyundai. En 2008, Grammer repitió su papel del Dr. Frasier Crane en un comercial de Dr Pepper (la coprotagonista de Frasier and Cheers, Bebe Neuwirth, también repitió su papel de Lilith Sternin en el mismo comercial, aunque solo con voz). En 2000, Grammer volvió a interpretar a Macbeth en Broadway, en una producción que cerró después de sólo 10 días. 

### 2005–presente
En 2005, Grammer produjo una adaptación estadounidense del programa británico The Sketch Show, que se emitió por Fox. El elenco principal estaba formado por Malcolm Barrett, Kaitlin Olson, Mary Lynn Rajskub y Paul F. Tompkins, así como Lee Mack de la versión británica del programa. Grammer apareció sólo en segmentos cortos de apertura y cierre de cada episodio. Se recrearon muchos de los bocetos de la versión británica. Solo se hicieron seis episodios del programa y se canceló después de que solo cuatro de ellos se hubieran emitido. En 2007, Grammer protagonizó junto a Patricia Heaton la comedia estadounidense Back to You, que Fox canceló después de su primera temporada. Su siguiente papel principal, Hank de ABC, fue cancelado después de que solo se hubieran emitido cinco episodios. Grammer comentó más tarde: "Honestamente, no fue muy divertido".
El 18 de abril de 2010, Grammer hizo su debut musical en Broadway interpretando el papel de Georges en una reposición del musical de Jerry Herman / Harvey Fierstein La Cage aux Folles en el Longacre Theatre. Grammer protagonizó junto a Douglas Hodge, por la que ambos fueron nominados a los premios Tony a la mejor interpretación de un actor principal en un musical. Se decía que Grammer había estado "dando un giro protagonista seguro y encantador". En 2011 y 2012, Grammer encontró un éxito temporal en la serie dramática de Starz Boss como alcalde ficticio de Chicago, basado en el exalcalde Richard J. Daley. Se estrenó en octubre de 2011.  Fue su primera serie de televisión dramática. En los Globos de Oro de 2012, Grammer ganó el premio al Mejor Actor en una Serie de Televisión Dramática por su papel. El programa tuvo 18 episodios durante dos temporadas. De 2010 a 2012, Grammer actuó como estrella invitada como una versión cómica de sí mismo en tres episodios del programa de NBC 30 Rock junto a Jane Krakowski y Jack McBraye.
En 2014, Grammer regresó a las comedias televisivas cuando apareció en Partners con el comediante Martin Lawrence. El programa producido por Lionsgate fue escrito y producido por Robert L. Boyett y Robert Horn, conocidos por escribir programas exitosos como Family Matters, Living Single, Full House, Designing Women y Perfect Strangers. Pese a esto, el programa fue cancelado luego de su primera temporada. Más tarde, ese mismo año, Grammer protagonizó varias películas como Bonaparte en The Expendables 3 (2014) y Harold Attinger en Transformers: Age of Extinction (2014). Apareció como narrador y como Herodes el Grande, en la película para televisión de National Geographic Killing Jesus, En 2015, Grammer y John Lithgow prestaron sus voces para el documental aclamado por la crítica Best of Enemies como William F. Buckley, Jr. y Gore Vidal , respectivamente. El documental rodea los acontecimientos en torno a los debates televisados entre los intelectuales Vidal y Buckley durante las elecciones presidenciales de Estados Unidos de 1968. La película se estrenó en el Festival de Cine de Sundance de 2015 y fue preseleccionada para el Premio de la Academia al Mejor Documental, pero no llegó al montaje final.
En marzo de 2015, Grammer originó los papeles de Charles Frohman y Capitán Garfio en el estreno en Broadway del musical Finding Neverland, continuando con los papeles hasta junio.En febrero de 2016 hizo una aparición en la producción del West End de Big Fish.  En 2016, Grammer ganó un premio Tony como productor de The Color Purple.En 2019, Grammer interpretó a Don Quijote en una producción de El hombre de La Mancha en el London Coliseum. Ese mismo año interpretó a Harry Hamilton en la película de Netflix Like Father (2018), junto a Kristen Bell, y a un detective junto a Nicolas Cage en Grand Isle (2019).
Grammer repitió su papel de Frasier Crane en el reinicio de Frasier en 2023 en CBS.

## Filmografía

### Cine
| Año  | Título                           | Rol                                      | Notas                 |
| ---- | -------------------------------- | ---------------------------------------- | --------------------- |
| 1992 | Galaxies Are Colliding           | Peter                                    |                       |
| 1995 | Runaway Brain                    | Dr. Frankenollie                         | Voiz; cortometraje    |
| 1996 | Down Periscope                   | Tom Dodge                                |                       |
| 1997 | Anastasia                        | Vladimir                                 | Voz                   |
| 1998 | The Real Howard Spitz            | Howard Spitz                             |                       |
| 1999 | Standing on Fishes               | Verk                                     |                       |
| 1999 | Bartok the Magnificent           | Zozi                                     | Voz; Directo a video  |
| 1999 | Mickey's Once Upon a Christmas   | Narrador                                 | Voz; Directo a video  |
| 1999 | Toy Story 2                      | Stinky Pete the Prospector               | Voz                   |
| 2001 | 15 Minutes                       | Robert Hawkins                           |                       |
| 2001 | Just Visiting                    | Narrador                                 | Desacreditado         |
| 2001 | God Lives Underwater: Fame       | Robert Hawkins                           | Cortometraje          |
| 2003 | The Big Empty                    | Agent Banks                              |                       |
| 2003 | Barbie of Swan Lake              | Rothbart                                 | Voz; Directo a video  |
| 2004 | Teacher's Pet                    | Dr. Ivan Krank                           | Voz                   |
| 2005 | The Good Humor Man               | Mr. Skibness                             |                       |
| 2006 | Even Money                       | Detective Brunner                        |                       |
| 2006 | X-Men: The Last Stand            | Dr. Hank McCoy / Bestia                  |                       |
| 2007 | The Simpsons Movie               | Sideshow Bob                             | Voice, scenes deleted |
| 2008 | Swing Vote                       | Presidente Andrew Boone                  |                       |
| 2008 | An American Carol                | Patton                                   |                       |
| 2009 | Middle Men                       | Frank Griffin                            |                       |
| 2009 | Fame                             | Mr. Martin Cranston                      |                       |
| 2010 | Crazy on the Outside             | Frank                                    |                       |
| 2011 | I Don't Know How She Does It     | Clark Cooper                             |                       |
| 2013 | Monsters University              | Henry J. Waternoose III                  | Voz, escena eliminada |
| 2013 | Legends of Oz: Dorothy's Return  | Tin Man                                  | Voice                 |
| 2014 | X-Men: Days of Future Past       | Dr. Hank McCoy / Bestia                  | Uncredited cameo      |
| 2014 | Think Like a Man Too             | Lee Fox                                  |                       |
| 2014 | The Expendables 3                | Bonaparte                                |                       |
| 2014 | Transformers: Age of Extinction  | Harold Attinger                          |                       |
| 2014 | Reach Me                         | Angelo AldoBrandini                      |                       |
| 2014 | Breaking the Bank                | Charles Bunbury                          |                       |
| 2015 | Entourage                        | él mismo                                 | Cameo                 |
| 2015 | Best of Enemies                  | William F. Buckley, Jr.                  | Voz; Documental       |
| 2016 | Neighbors 2: Sorority Rising     | Mr. Robek, Shelby's Dad                  | Cameo                 |
| 2016 | Storks                           | Hunter                                   | Voz                   |
| 2017 | Bunyan and Babe                  | The Amazing Blackstone Norman Blandsford | Voz                   |
| 2018 | Guardians of the Tomb            | Mason                                    |                       |
| 2018 | Like Father                      | Harry Hamilton                           |                       |
| 2019 | Grand Isle                       | Detective Jones                          |                       |
| 2020 | Money Plane                      | Darius Emmanuel Grouch III, "The Rumble" |                       |
| 2021 | The Space Between                | Micky Adams                              |                       |
| 2021 | The God Committee                | Dr. Andre Boxer                          |                       |
| 2021 | Trollhunters: Rise of the Titans | Blinky Galadrigal                        | Voz                   |
| 2021 | Charming the Hearts of Men       | Congressman                              |                       |
| 2021 | Father Christmas Is Back         | James Christmas                          |                       |
| 2022 | High Expectations                | Coach Harrison Davis                     |                       |
| 2023 | Jesus Revolution                 | Chuck Smith                              |                       |
| 2023 | The Marvels                      | Dr. Hank McCoy / Bestia                  | Cameo                 |
| 2024 | Wanted Man                       | Brynner                                  |                       |

### Televisión
| Year         | Title                                | Role                            | Notes                                                                      |
| ------------ | ------------------------------------ | ------------------------------- | -------------------------------------------------------------------------- |
| 1979         | Ryan's Hope                          | Waiter                          | Desacreditado; Episodio: "#1.1051"                                         |
| 1982         | Another World                        | Head Paramedico                 | Episodio: "#1.4498"                                                        |
| 1982         | Macbeth                              | Lennox                          | Película para TV                                                           |
| 1983         | Kennedy                              | Stephen Smith                   | 5 episodios                                                                |
| 1984         | Kate & Allie                         | David Hamill                    | Episodio: "Allie's First Date"                                             |
| 1984         | George Washington                    | Lieutenant Stewart              | 1 episodio                                                                 |
| 1984–1993    | Cheers                               | Dr. Frasier Crane               | 203 episodios                                                              |
| 1986         | Crossings                            | Craig Lawson                    | 2 episodios                                                                |
| 1987         | You Are the Jury                     | Stuart Cooper                   | Episodio: "The State of Oregon vs. Stanley Manning"                        |
| 1987         | J.J. Starbuck                        | Pierce Morgan                   | Episodio: "Murder in E Minor"                                              |
| 1988         | Mickey's 60th Birthday               | Dr. Frasier Crane               | Especial de TV                                                             |
| 1988         | Dance 'til Dawn                      | Ed Strull                       | Película para TV                                                           |
| 1989         | 227                                  | Mr. Anderson                    | Episodio: "For Sale"                                                       |
| 1989         | Top of the Hill                      | Desacreditado                   | Película para TV                                                           |
| 1990         | The Tracey Ullman Show               | Mr. Brenna                      | Episodio: "Maria and the Mister"                                           |
| 1990         | The Magical World of Disney          | Dr. Frasier Crane               | Episodio: "Disneyland's 35th Anniversary Celebration"                      |
| 1990         | The Earth Day Special                | Dr. Frasier Crane               | Especial para TV                                                           |
| 1990–present | The Simpsons                         | Sideshow Bob                    | Voz; 24 episodios                                                          |
| 1991         | Baby Talk                            | Russell                         | Episodios: "One Night with Elliot"                                         |
| 1991–1998    | Saturday Night Live                  | el mismo                        | 3 episodios Host (2 episodios) Cameo (Episodio: "Kirstie Alley/Tom Petty") |
| 1992         | Wings                                | Dr. Frasier Crane               | Episodio: "Planes, Trains and Visiting Cranes"                             |
| 1992         | Star Trek: The Next Generation       | Capt. Morgan Bateson            | Episodio: "Cause and Effect"                                               |
| 1993         | Roc                                  | Detective Rush                  | Episodio: "To Love and Die on Emerson Street (Parte 2)"                    |
| 1993         | Appointment for a Killing            | Ron McNally                     | Película para TV                                                           |
| 1993–2004    | Frasier                              | Dr. Frasier Crane               | 264 episodios                                                              |
| 1994         | The Innocent                         | Det. Frank Barlow               | Película para TV                                                           |
| 1995         | Biography                            | George Washington               | Documental Episodio: "Benedict Arnold: Triumph and Treason"                |
| 1996         | London Suite                         | Sydney Nichols                  | Película para TV                                                           |
| 1997         | Fired Up                             | Tom Whitman                     | 2 episodios                                                                |
| 1998         | The Pentagon Wars                    | General Partridge               | Película para TV                                                           |
| 1998         | Just Shoot Me!                       | Narrator                        | Voz; Episodio: "How the Finch Stole Christmas"                             |
| 1999         | Animal Farm                          | Snowball                        | Voiz; Película para TV                                                     |
| 2000         | Stark Raving Mad                     | Professor Tuttle                | Episodio: "The Grade"                                                      |
| 2001         | The Sports Pages                     | Howard Greene                   | Película para TV Segmento "How Doc Waddems Finally Broke 100"              |
| 2002         | Mr. St. Nick                         | Nick St. Nicholas               | Película para TV                                                           |
| 2003         | Benedict Arnold: A Question of Honor | George Washington               | Película para TV                                                           |
| 2003         | Becker                               | Rick Cooper                     | Episodio: "But I've Got Friends I Haven't Used Yet"                        |
| 2003         | Gary the Rat                         | Gary Andrews                    | Voz; 13 episodios                                                          |
| 2004         | A Christmas Carol: The Musical       | Ebenezer Scrooge                | Película para TV                                                           |
| 2004         | Sesame Street                        | él mismo                        |                                                                            |
| 2005         | The Sketch Show                      | Various characters              | 6 episodios                                                                |
| 2006         | Medium                               | Bob Sherman Angel of Death      | Episodio: "Death Takes a Policy"                                           |
| 2007–2008    | Back to You                          | Chuck Darling                   | 17 episodios                                                               |
| 2009–2010    | Hank                                 | Hank Pryor                      | 10 episodios                                                               |
| 2010         | The Troop                            | Dr. Cranius                     | Voz; Episodio: "Do Not Talk to Dr. Cranius"                                |
| 2010–2012    | 30 Rock                              | él mismo                        | 3 episodios                                                                |
| 2011–2012    | Boss                                 | Mayor Tom Kane                  | 18 episodios                                                               |
| 2014         | Partners                             | Allen Braddock                  | 10 episodios                                                               |
| 2015         | Killing Jesus                        | King Herod/Narrador             | Película para TV                                                           |
| 2016         | Unbreakable Kimmy Schmidt            | él mismo                        | Voz; Episodio: "Kimmy Kidnaps Gretchen!"                                   |
| 2016–2017    | The Last Tycoon                      | Pat Brady                       | 9 episodes                                                                 |
| 2016–2018    | Trollhunters: Tales of Arcadia       | Blinky Galadrigal               | Voz; 52 episodios                                                          |
| 2017         | Modern Family                        | Keifth                          | Episodio: "Ringmaster Keifth"                                              |
| 2017         | Porters                              | Mendel Dolem                    | Episodio: "#1.1"                                                           |
| 2018–2019    | 3Below: Tales of Arcadia             | Blinky Galadrigal               | Voz; 2 episodios                                                           |
| 2019         | Arrow                                | Narrador                        | Voz desacreditada; Episodio: "Emerald Archer"                              |
| 2019         | Proven Innocent                      | Gore Bellows                    | 13 episodios                                                               |
| 2019         | You're Not a Monster                 | John Seward                     | Voice; 10 episodios                                                        |
| 2020         | Carol's Second Act                   | Richard                         | Episode: "R.I.P. Dr. Herman"                                               |
| 2020         | Wizards: Tales of Arcadia            | Blinky Galadrigal               | Voz; 9 episodios                                                           |
| 2021         | Dr. Death                            | Dr. Geoffrey Skadden            | 4 episodios                                                                |
| 2021         | The Ghost and Molly McGee            | Abraham Lincoln's ghost (voice) | Episodoi: "Not So Honest Abe"                                              |
| 2022         | Flowers in the Attic: The Origin     | Garland Foxworth                | Episodio: "Part One: The Marriage"                                         |
| 2022         | The 12 Days of Christmas Eve         | Brian Conway                    | Película para TV                                                           |
| 2023         | Frasier                              | Dr. Frasier Crane               | 10 episodios                                                               |

## Vida privada

### Relaciones y matrimonios
Kelsey Grammer se ha casado cuatro veces y tiene 7 hijos.
- 1982-1990. Su primer matrimonio fue con la instructora de baile Doreen Alderman, con la que tuvo a su hija Spencer.
- 1992. Su segundo matrimonio fue con Leigh-Anne Csuhany. Ese mismo año tuvo a su hija Greer con la estilista de maquillaje Barrie Buckner.
- 1997-2011. Su tercer matrimonio fue con la antigua modelo de Playboy Camille Donatacci, con la que tuvo dos hijos: Jude Gordon y Mason Olivia.
- 2011. Su actual esposa es Kayte Walsh.[29]

A todo esto, Gtammer tiene casas en Los Ángeles, Nueva York y en Maui.

### Tragedias familiares
- Cuando Kelsey tenía 13 años (1968) su padre -al que solo había visto dos veces- fue asesinado en el jardín delantero de su casa (Islas Vírgenes).
- Siete años más tarde, su hermana Karen -de tan solo 18 años- fue raptada, violada y asesinada durante un intento de asalto al restaurante donde trabajaba su novio: The Red Lobster (Colorado Springs).[30] Kelsey, por su parte, dejó sus estudios en la Academia Juilliard.
- Cinco años más tarde de este último suceso (1980) sus hermanastros gemelos Billy y Stephen murieron mientras buceaban.[31][32]
- Asegura que tras hablar de divorcio con su segunda mujer (Leigh-Anne Csunhany, 1992), ésta intentó suicidarse con una sobredosis de Tylenol y vino, lo que provocó el aborto del hijo que esperaban.
- El 30 de mayo de 2008 sufrió un leve ataque cardíaco mientras remaba un bote con su esposa, recuperándose finalmente en un hospital hawaiano.
- El 24 de julio de 2020 su hija Spencer sufrió cortes en un brazo, al intermediar en una pelea.

### Incidentes notables
Después de publicar su autobiografía, So far ... en 1995, Kelsey fue demandado por una antigua novia, Cerlette Lamm, por difamación e invasión de privacidad.
En 2005, Grammer se cayó de un escenario mientras presentaba un discurso en Disneyland.

### Intereses políticos
Es miembro del Partido Republicano y ha manifestado su interés en aspirar a un puesto en el Congreso de los Estados Unidos.
Apoyó la candidatura de Rudy Giuliani y, después de su abandono, dirigió su apoyo a John McCain.

## Premios y nominaciones

### Premios Globo de Oro
| Año  | Categoría                                              | Trabajo Nominado | Resultado |
| ---- | ------------------------------------------------------ | ---------------- | --------- |
| 1994 | Mejor actor de serie de televisión - Comedia o musical | Frasier          | Nominado  |
| 1995 | Mejor actor de serie de televisión - Comedia o musical | Frasier          | Nominado  |
| 1996 | Mejor actor de serie de televisión - Comedia o musical | Frasier          | Ganador   |
| 1997 | Mejor actor de serie de televisión - Comedia o musical | Frasier          | Nominado  |
| 1998 | Mejor actor de serie de televisión - Comedia o musical | Frasier          | Nominado  |
| 1999 | Mejor actor de serie de televisión - Comedia o musical | Frasier          | Nominado  |
| 2001 | Mejor actor de serie de televisión - Comedia o musical | Frasier          | Ganador   |
| 2002 | Mejor actor de serie de televisión - Comedia o musical | Frasier          | Nominado  |
| 2012 | Mejor actor de serie de televisión - Drama             | Boss             | Ganador   |

### Premios Primetime Emmy
| Año  | Categoría                                 | Trabajo Nominado | Resultado |
| ---- | ----------------------------------------- | ---------------- | --------- |
| 1988 | Mejor actor de reparto - Serie de comedia | Cheers           | Nominado  |
| 1990 | Mejor actor de reparto - Serie de comedia | Cheers           | Nominado  |
| 1992 | Mejor actor - Serie de comedia            | Wings            | Nominado  |
| 1994 | Mejor actor - Serie de comedia            | Frasier          | Ganador   |
| 1995 | Mejor actor - Serie de comedia            | Frasier          | Ganador   |
| 1996 | Mejor actor - Serie de comedia            | Frasier          | Nominado  |
| 1997 | Mejor actor - Serie de comedia            | Frasier          | Nominado  |
| 1998 | Mejor actor - Serie de comedia            | Frasier          | Ganador   |
| 1999 | Mejor serie de comedia                    | Frasier          | Nominado  |
| 1999 | Mejor actor - Serie de comedia            | Frasier          | Nominado  |
| 2000 | Mejor serie de comedia                    | Frasier          | Nominado  |
| 2000 | Mejor actor - Serie de comedia            | Frasier          | Nominado  |
| 2001 | Mejor serie de comedia                    | Frasier          | Nominado  |
| 2001 | Mejor actor - Serie de comedia            | Frasier          | Nominado  |
| 2002 | Mejor actor - Serie de comedia            | Frasier          | Nominado  |
| 2004 | Mejor actor - Serie de comedia            | Frasier          | Ganador   |
| 2006 | Mejor actuación de voz                    | The Simpsons     | Ganador   |

### Premios del Sindicato de Actores
| Año  | Categoría                        | Trabajo Nominado | Resultado |
| ---- | -------------------------------- | ---------------- | --------- |
| 1995 | Mejor reparto - Serie de Comedia | Frasier          | Nominado  |
| 1995 | Mejor actor - Serie de Comedia   | Frasier          | Nominado  |
| 1996 | Mejor reparto - Serie de Comedia | Frasier          | Nominado  |
| 1996 | Mejor actor - Serie de Comedia   | Frasier          | Nominado  |
| 1997 | Mejor reparto - Serie de Comedia | Frasier          | Nominado  |
| 1997 | Mejor actor - Serie de Comedia   | Frasier          | Nominado  |
| 1998 | Mejor reparto - Serie de Comedia | Frasier          | Nominado  |
| 1998 | Mejor actor - Serie de Comedia   | Frasier          | Nominado  |
| 1999 | Mejor reparto - Serie de Comedia | Frasier          | Nominado  |
| 1999 | Mejor actor - Serie de Comedia   | Frasier          | Nominado  |
| 2000 | Mejor reparto - Serie de Comedia | Frasier          | Ganador   |
| 2000 | Mejor actor - Serie de Comedia   | Frasier          | Nominado  |
| 2001 | Mejor reparto - Serie de Comedia | Frasier          | Nominado  |
| 2001 | Mejor actor - Serie de Comedia   | Frasier          | Nominado  |
| 2002 | Mejor reparto - Serie de Comedia | Frasier          | Nominado  |
| 2002 | Mejor actor - Serie de Comedia   | Frasier          | Nominado  |
| 2003 | Mejor reparto - Serie de Comedia | Frasier          | Nominado  |
| 2004 | Mejor reparto - Serie de Comedia | Frasier          | Nominado  |